# Кук, Элджин
Элджин Рашад Кук (англ. Elgin Rashad Cook; род. 5 января 1993, Милуоки, штат Висконсин, США) — американский профессиональный баскетболист, играющий на позиции лёгкого форварда.

## Карьера
В 2016 году Кук провёл 2 предсезонных матча за «Голден Стэйт Уорриорз», после чего был отчислен и провёл сезон в «Санта-Круз Уорриорз».
В сезоне 2017/2018 Кук помог немецкому «Ризен Людвигсбургу» завоевать 3 место чемпионата Германии (13,1 очка и 3,7 подбора в 39 матчах национального первенства), а также выйти в «Финал четырёх» Лиги чемпионов ФИБА (10,7 очка и 3,6 подбора в 25 матчах).
В сезоне 2018/2019, в составе загребской «Цедевиты», Кук стал обладателем Кубка Хорватии и серебряным призёром чемпионата Хорватии. В Адриатической лиге Кук провёл 25 матчей, набирая в среднем 12,2 очка, 5 подборов и 1,3 передачи 26,4 минуты. В 16 играх Еврокубка его средняя статистика составила 11,8 очка, 5,1 подбора и 0,8 перехвата за 24,9 минуты.
В начале августа 2019 года Кук принял участие в соревновании «The Tournament» с призовым фондом в 2 млн. долларов. Его команда «Golden Eagles» благодаря «дабл-даблу» Элджина из 21 очка и 10 подборов в 1/2 финале турнира взяла верх над «Team Hines» (68:62). В финальном матче «The Tournament» Кук вновь стал самым результативным в составе «Golden Eagles» (17 очков, 4 подбора, 2 блок-шота), но этого оказалось недостаточно для победы над «Carmen’s Crew» (60:66).
В августе 2019 года Кук перешёл в «Автодор». В 14 матчах Единой лиги ВТБ средняя статистика Элджина составила 15,4 очка, 5,5 подбора, 1,7 передачи и 1,1 перехвата. В январе 2020 года Кук и саратовский клуб приняли решение о расторжении контракта по обоюдному согласию сторон.
Свою карьеру Кук продолжил в УНИКСе. До приостановки сезона 2019/20 из-за коронавируса, Элджин успел принять участие в 1 матче Еврокубка.
В сентябре 2020 года Кук стал игроком «Фетхие Беледиеспор». В 29 матчах чемпионата Турции Элджин набирал 15,9 очка и 6,6 подбора в среднем за игру.
В июле 2021 года Кук перешёл в «Тофаш».
В июле 2022 года Кук подписал контракт с «Леново Тенерифе».

## Личная жизнь
Кук является сыном бывшего игрока НБА Элвина Робертсона — олимпийского чемпиона 1984 года, 4-кратного участника «Матча всех звёзд», трижды становившегося лучшим в НБА по перехватам.

## Достижения
- Серебряный призёр Лиги чемпионов ФИБА: 2023/2024
- Бронзовый призёр Лиги чемпионов ФИБА: 2022/2023
- Серебряный призёр чемпионата Хорватии: 2018/2019
- Обладатель Кубка Крешимира Чосича: 2018/2019